# Manoir de Suilherf
Le manoir de Suilherf est un édifice situé à Saint-Aignan, en France.

## Localisation
Le manoir est situé sur le territoire de la commune de Saint-Aignan, au lieu-dit Suilherf , dans le département du Morbihan en région Bretagne.

## Description
Le manoir date du XVIe siècle, c'est un édifice à un étage carré construit en moellons sans chaîne en pierre de taille de schiste. Toiture à longs pans ; pignon découvert ; pignon couvert. Escalier dans-œuvre.

## Historique
Manoir dans une cour ; puits ; four à pain ; remise ; pigeonnier intégré au pignon de la remise.
Il est inscrit à l'inventaire général du patrimoine culturel.